# Test di Coombs
Il test di Coombs è un test di laboratorio utilizzato per rilevare la presenza di anticorpi fissati alla superficie dei globuli rossi (test di Coombs diretto) oppure di anticorpi liberi nel siero (test di Coombs indiretto). Il test di Coombs indiretto viene eseguito prima di una procedura medica che preveda un eventuale scambio di sangue tra due pazienti (quale una trasfusione o una gravidanza); quello diretto invece viene eseguito a seguito della stessa qualora si sospetti che gli anticorpi del donatore (o della madre) siano venuti a contatto con gli eritrociti danneggiandoli. Quello diretto è inoltre eseguito per confermare la diagnosi di anemia emolitica autoimmune dove gli auto-anticorpi attaccano gli eritrociti del paziente stesso.

## Principi di funzionamento
Il test si basa sul fatto che i globuli rossi, pure essendo presenti nel sangue in quantità elevatissime, non vengono mai a contatto tra loro perché sulla loro membrana sono presenti cariche elettriche negative: c'è quindi una continua repulsione tra loro. Per far sì che dei globuli rossi agglutinino, quindi, è necessario che tra un globulo rosso e l'altro si creino dei ponti abbastanza lunghi tali da poter vincere la forza di repulsione delle cariche negative: questi ponti sono degli anticorpi, specialmente le immunoglobuline della classe IgM che sono sufficientemente lunghe. Anche le IgG sono molto importanti per stabilire fenomeni di imponente immunizzazione ma sono troppo corte per provocare agglutinazione. Nel 1945 Coombs scoprì che aggiungendo una antiglobulina, questa si interpone tra due IgG che si trovano sulle membrane dei globuli rossi legandoli a una distanza maggiore a quella del raggio d'azione della repulsione che questi hanno tra loro.

## Test di Coombs diretto
Il test di Coombs diretto permette di determinare la presenza di anticorpi adesi alla superficie degli eritrociti.
Il test viene eseguito cimentando il sangue intero del paziente con il siero di Coombs (siero di coniglio con Ab anti-globulina umana).
Nel caso in cui fossero presenti anticorpi adesi alla membrana dei globuli rossi, gli Ab presenti nel siero di Coombs creerebbero dei legami a ponte responsabili dell'agglutinazione dei globuli rossi e della formazione di precipitato (test di Coombs diretto positivo); nel caso in cui non fossero presenti, il campione non subirebbe alcuna modifica (test di Coombs diretto negativo).
Il test di Coombs diretto è utilizzato nelle diagnosi di anemia emolitica autoimmune e malattia emolitica del neonato.

### Esempio
Anemia emolitica autoimmune. Viene prelevato un campione di sangue del paziente; i globuli rossi vengono lavati (rimuovendo il plasma e gli anticorpi non legati) e poi incubati con il siero di Coombs: le antiglobuline legano gli auto-anticorpi fissati sulla superficie degli eritrociti determinando agglutinazione.
Malattia emolitica del neonato. Viene prelevato sangue del neonato e con procedura analoga si cercano gli anticorpi anti-D legati agli eritrociti (Rh+) del neonato.

## Test di Coombs indiretto
Il test di Coombs indiretto permette di determinare la presenza di anticorpi anti-eritrocitari liberi nel plasma.
Il test viene eseguito cimentando il siero (del paziente ricevente) con gli eritrociti (del donatore) contro i quali si vuole ricercare la presenza di anticorpi; in seguito, si aggiunge il siero di Coombs.
Nel caso in cui siano presenti anticorpi anti-eritrocitari nel siero cimentato con i globuli rossi, si verranno a formare complessi antigene-anticorpo sulle membrane delle emazie che, legati a loro volta dagli anticorpi del siero di Coombs, determineranno agglutinazione (test di Coombs indiretto positivo); nel caso in cui non vi sia reazione tra gli anticorpi del siero e gli antigeni dei globuli rossi, non si verificherà alcun cambiamento all'interno della provetta (test di Coombs indiretto negativo).
Il test di Coombs indiretto è utilizzato nella ricerca di compatibilità donatore/ricevente nel caso di emotrasfusioni. Questo test trova impiego in prove di compatibilità e ricerca di anticorpi antieritrociti, antipiastrinici e antileucocitari.

### Esempio
Tipizzazione. Viene prelevato siero del paziente e messo a contatto con globuli rossi di cui siano noti gli antigeni presenti sulla membrana. Se aggiungendo il siero di Coombs avviene la reazione di agglutinazione, il test è positivo, cioè nel siero sono presenti gli anticorpi in esame.
Cross-matching (ulteriori reattività nelle trasfusioni). Viene eseguito come il precedente ma questa volta il siero del ricevente (con eventuali agglutinine sconosciute) viene messo a contatto con gli eritrociti del donatore (con eventuali antigeni sconosciuti); aggiungendo il siero di Coombs si possono sapere le eventuali reazioni avverse di questa trasfusione.
Possibile reazione da trasfusione di plasma. Globuli rossi del paziente ricevente Rh+ con siero del donatore Rh-. Il siero del donatore contiene anticorpi anti-D che legano l'antigene Rh presente sui globuli rossi del ricevente; si aggiungono le antiglobuline le quali andranno a provocare l'agglutinazione.
Rischio di malattia emolitica del neonato. Una madre Rh negativa che ha un figlio Rh positivo, in seguito al parto può produrre anticorpi anti-D contro il fattore Rh (specialmente se non ha effettuato la profilassi). Per conoscere la presenza o meno di questi anticorpi (dannosi contro i successivi figli Rh positivi) si utilizza il test di Coombs indiretto. Pertanto al siero della madre (con eventuali anticorpi anti-D) si aggiunge sangue Rh+ e quindi il siero di Coombs: la positività del test indica che gli anticorpi anti-D sono presenti.
Il test di Coombs indiretto può essere visto come un test di Coombs diretto in cui il sangue del ricevente e del donatore vengono a contatto in vitro (tramite due prelievi differenti) invece che in vivo (solo il prelievo del sangue del ricevente).